# 羅伯特·希琴斯
羅伯特·希琴斯（英語：Robert Hichens，1882年9月16日—1940年9月23日），英格兰海員，亦為英國皇家郵輪泰坦尼克号舵手。当鉄達尼号撞上冰山时，其正值班掌舵。後來其負責指揮6号救生艇，不斷侮辱男乘客亞瑟·戈弗雷·佩欽，並拒絕返回沉船現場救人，与女乘客瑪格麗特·布朗及海倫·邱吉爾·坎迪等人發生口角爭執，因此其于災難後留下了惡名。其于晚年成為一位貧困酗酒者，並且因殺人未遂入獄服刑。

## 早年生活
1882年9月16日，羅伯特·希琴斯出生在康沃爾郡紐林的聖彼得廣場，父親是漁夫。他是家中長子，有8個弟妹。1906年10月23日，他在德文郡與佛羅倫薩·莫蒂莫爾（Florence Mortimore），結婚證書寫著他的職業是「海員」。
希琴斯曾在許多船隻上擔任舵手，但從未橫渡過北大西洋。他曾在聯合城堡航運和英屬印度航運（British India lines）的郵輪和客輪上工作過。就在鐵達尼號之前，他在運兵船棟古拉號（Dongola）來回航行到印度孟買。在美國參議院鐵達尼號沉沒調查中，希琴斯表示他曾服務於多瑙河號（Danube），航行於挪威、瑞典和聖彼得堡之間的海域。希琴斯於1912年4月6日簽署船員聘僱合約，擔任鐵達尼號的6名舵手之一。合約上，他填寫的居住地址為南安普敦聖瑪麗聖詹姆斯街43號，他與妻子和2個孩子住在那裡。

## 擔任鐵達尼號舵手
1912年4月14日22時整，希琴斯與阿爾弗雷德·約翰·奧利弗（Alfred John Olliver）交接，開始值班掌舵。23時39分，當瞭望員范德瑞克·弗萊特警告航行路徑上出現一座冰山時，一副威廉·默多克下令「右滿舵」，他立即將舵輪轉到底。4月15日，大約0時23分，沃爾特·約翰·佩克斯（Walter John Perkis）與希琴斯交接。後來，二副查爾斯·萊托勒下令瞭望員范德瑞克·弗萊特登上6號救生艇，並讓希琴斯負責指揮該船。雖然救生艇可容納65人，但它1時10分撤離下水時只載了28人。
由於他在6號救生艇上的行為，希琴斯在災難後聲名狼藉。鐵達尼號沉沒之後，乘客指責他拒絕回去從拯救落海者，他將罹難者稱為「殭屍」，並且他在掌控舵柄時不斷批評協助划槳的男乘客亞瑟·戈弗雷·普烏欽。希琴斯後來在美國參議院鐵達尼號沉沒調查中作證說，他從來沒有使用過「殭屍」這個詞，而且他還有用其他的詞來描述罹難者。他還表示二副查爾斯·萊托勒和船長愛德華·約翰·史密斯已經直接下令他們划向左舷看到的燈光（他們認為是一艘輪船），將乘客運到那艘船後再返回鐵達尼號。後來有生還者指出，他抱怨在任何救援抵達之前，還要在救生艇上漂流好幾天。至少有兩名6號救生艇上的乘客公開指控希琴斯喝醉——亞瑟·戈弗雷·普烏欽少校和埃洛伊絲·休斯·史密斯。
當卡柏菲亞號來救援鐵達尼號的倖存者時，希琴斯說這艘船不是為了救他們，而是為了撈起罹難者的屍體。此時，救生艇上的其他人對希琴斯失去了耐心。雖然希琴斯提出抗議，但丹佛百萬富豪瑪格麗特·布朗告訴其他人開始划船。希琴斯最後一次試圖掌控救生艇之後，瑪格麗特·布朗威脅要把他扔到船外。這些事件後來在百老匯音樂劇《永不沉沒的布朗夫人》和電影《翠谷奇鳳》中都有所描寫。在美國參議院調查災難期間，希琴斯否認6號救生艇上的乘客和船員證詞。他表示，最初擔心鐵達尼號沉下去的吸力，後來因為距離沉船1公里外，沒有指南針且在完全黑暗之中，所以他們無法返回沉船現場。希琴斯於4月24日作證說：
| “ | 我被二副查爾斯·萊托勒先生下令負責6號救生艇。我們從鐵達尼號撤離了。我在救生艇上要求他們所有人划槳。停在鐵達尼號旁邊沒有任何意義，船首正逐漸下沉。我們在一個危險的地方，所以我告訴男士們、女士們和他們所有人——「你們所有人都盡力而為」。我讓一位負責划槳的年輕女士改為操控舵炳。她立刻讓救生艇反過來了，船上的女士們非常緊張，所以我再次把舵柄拿回來，告訴他們盡力做好份內事。我提到的那位女士，梅爾太太，她在船上和我有很多爭論，因為我對她直話直說。她指責我把所有的毯子都拿去包在身上、罵髒話、喝光了所有威士忌。這些我都否認，先生。我一直保持注意力，整夜都在駕駛救生艇，這是一個非常嚴峻的環境。我寧願划槳而不是掌控方向，但我沒看到有人要去操控，所以我想，既然我是舵手，那駕駛就是我盡力的最好途徑，特別是當我看到女士們非常緊張的時候。我不記得那些女人催促我前往鐵達尼號，我沒有朝著鐵達尼號沉沒的地點划船，因為沉船的吸力會把救生艇和其所有乘客都拉到海裡。我不知道有什麼辦法可以回去鐵達尼號。我正在看著所有其他救生艇，我們看著對方的燈光。在（鐵達尼號的）燈光消失並熄滅後，我們確實聽到了哭泣的聲音——大量的哭泣、呻吟和尖叫，持續了兩三分鐘。我們快速到達了另一艘船——那是糾察長的16號救生艇。我的船上有38個女人。我算了一下，先生。一名海員，弗萊特；昨天在這裡作證的加拿大少校和義大利男孩。我們抵達了卡柏菲亞號，我看到每個女士和每個男士都離開了救生艇，我看到他們小心翼翼的吊上卡柏菲亞號，我是最後一個離開救生艇的人。 | ” |

在美國調查結束後，希琴斯搭乘凱爾特號返回英國，於1912年5月4日抵達利物浦。1912年5月7日，他在英國沉船專員鐵達尼號沉沒調查中作證，主席向他提出了492個問題。

## 之後的生活
第一次世界大戰期間，希琴斯與皇家海軍後備隊和皇家陸軍服務團一起服役。1919年，他在一艘名為喜鵲號（Magpie）的小船上擔任三副，當時他的船員記錄顯示，他沒有任何英國貿易委員會核發的航海資格證書。1920年代末期，希琴斯和他的家人搬到德文郡托基。1930年，希琴斯開始從事租船業務，然後從一位名叫范德瑞克·喬治·亨利（Frederick George Henry）的男子那裡，以160英鎊的價格買了一艘馬達快艇，叫做瑪麗皇后號（Queen Mary），他支付了100英鎊的頭期款，其餘的將在2年內支付。希琴斯的100英鎊是向當地人借的，他償還了50英鎊，但是由於1931年生意欠佳，他無法償還餘額，於是對方收走瑪麗皇后號來抵債。
1931年底，他的妻子和孩子離開他，搬到南安普敦。在接下來的12個月裡，希琴斯四處找工作，但是都沒有成功。他成了一個貧困的酗酒者，毫無疑問，他的生活中有各種問題——鐵達尼號災難之後的惡名、黯淡的工作前景、貧窮，以及妻兒離開的事實。1933年底，他決定殺死范德瑞克·喬治·亨利，在希琴斯看來，這是他目陷入困境的主要原因。他設法以5英鎊的價格買了一把左輪手槍，然後於1933年11月12日回到托基。抵達托基後不久，希琴斯遇到舊識湯瑪斯·羅伯特·約翰·霍爾登（Thomas Robert John Holden），後來霍爾頓透露，希琴斯跟他說「我來這裡要跟亨利做個了結」。
到了晚上，希琴斯和另一位舊識查爾斯·斯特勞德（Charles Henry Stroud）喝酒，他已經認識希琴斯4年了。希琴斯向斯特勞德展示了左輪手槍，他說：「把它拿走。不要幹蠢事。他不值得你這樣做」。希琴斯回答說：「我會接受你的告誡，我不會叫人代勞」、「這比拳擊手套更難用」。到了22時左右，希琴斯喝了大量蘭姆酒，他至少去了三間不同的酒吧，嚴重喝醉。在酒吧都打烊之後，他乘坐計程車到亨利家。接下來發生的事情是從1933年12月1日的《托基時報》上獲得的：
| “ | 亨利打開門，走到外面。希琴斯雙手插在口袋裡，右手口袋裡裝著左輪手槍。他向亨利索要錢財，說「我很慘，我要你幫個忙」。亨利自然而然的說「你欠我60英鎊的時候，不是幫過你了嗎？」。希琴斯說「我很抱歉，我就喜歡這樣」。亨利說「我的日子和你一樣不好過。我不會借你一分錢，因為你對我來說是個流氓和騙子」。希琴斯說「這是你的遺言嗎？」，他突然從口袋裡掏出一隻手槍，然後說「吃這個吧！」，並高舉手槍。那裡光線不足，亨利以為希琴斯要用拳頭打他，便舉起手臂想要阻擋。然後發生了2次槍擊。希琴斯已經擊發了左輪手槍，並且打中對方，子彈從亨利頭部擦過，造成3.5英寸的傷口，但頭骨沒有損傷，雖然亨利失血嚴重，但他的傷勢並沒有立刻危及性命。亨利把希琴斯趕走，希琴斯繼續開槍。然後亨利一拳打在希琴斯臉上，希琴斯摔倒了。在希琴斯倒下之後，亨利跑到警察局尋求幫助。希琴斯摔倒後再次站起來，但在走了30公尺後再次跌倒並躺在人行道上。當希琴斯躺在人行道上時，他朝自己的頭部開槍，不過當警察抵達時，他全身唯一受傷的是鼻子，這無疑是亨利擊中的一拳。 | ” |

然後警察將處於半昏迷狀態的希琴斯帶到警察局，並說：「他死了嗎？我希望他死了」、「他是一隻骯髒的老鼠」。希琴斯被捕時身上有兩封信。1933年11月11日他在牛頓阿伯特寫的信件內容寄給了《星期日紀事報》的編輯，第二封信的日期是1933年11月12日，希琴斯寫道：「我親愛的小弟——給你留個遺言。你可能會認出我的屍體正是你哥哥。我的家庭已經毀了，沒有救濟金、沒有養老金、找不到船員的工作導致我自殺」。第二天早上在托基法院，希琴斯被關押了一個星期。1933年11月29日，他出現在溫徹斯特巡迴法院。他在還押期間試圖割腕自殺，他包紮著手腕出庭，後來法官以謀殺罪判希琴斯入獄服刑四年，於1937年出獄。

## 逝世
1940年9月23日，58歲的希琴斯因心臟衰竭死於商船英國商人號上，當時它停泊在蘇格蘭亞伯丁海岸附近。多年來人們一直認為希琴斯是海葬，但是在2012年，希琴斯的曾孫女莎莉·尼爾森（Sally Nilsson）在亞伯丁市議會的幫助下，發現他的遺體實際上埋葬於亞伯丁三一公墓的第244區。

## 文化描寫
希琴斯的負面行為在1997年賣座電影《鐵達尼號》中有所描寫，由保羅·布萊特威爾飾演。電影將希琴斯描繪成一個身材高瘦的男人，有濃厚的考克尼口音，實際上他身材矮胖，說話時帶有明顯的康沃爾口音。他還對著瑪格麗特·布朗大吼：「閉上你的嘴！」，但實際上這句話來自8號救生艇中的服務員。
希琴斯的負面行為也在1996年電視劇《鐵達尼號》中有所描寫，由馬丁·埃文斯（Martin Evans）飾演。片中，當6號救生艇中的倖存者看到地平線上的訊號彈感到振奮，但希琴斯卻要他們「安靜下來！」。當瑪格麗特·布朗開始鼓勵其他女人划向光點時，希琴斯強烈抗議，於是她威脅要將他扔到船外。這種描寫比1997年的賣座電影更準確。
1958年的電影《此夜永難忘》中，一位不明演員飾演了希琴斯，更準確描寫了他與瑪格麗特·布朗的言語衝突。
1998年，黛安娜·赫的愛情小說《漫漫長夜鐵達尼》中，進一步描述了希琴斯的消極態度，該小說從伊莉莎白·法爾這個虛構救生艇乘客的角度，描寫希琴斯和瑪格麗特·布朗的言語衝突。瑪格麗特·布朗敦促救生艇乘客開始划船以保持體溫，而希琴斯抗議，宣稱他正在指揮救生艇，他採取行動制止她：「如果你妨礙我，我就把你扔出去」。
2010年9月，希琴斯的名字又重新引起人們注意——二副查爾斯·萊托勒的孫女路易絲·帕頓在新聞採訪中公開指出，當年一副威廉·默多克下達「右滿舵」命令閃避冰山，希琴斯因為恐慌誤解了操舵命令，將方向打成「左滿舵」，導致鐵達尼號撞上冰山。不過在英國和美國調查的證詞中，未能支持路易絲·帕頓關於希琴斯的指控，證詞表示二副查爾斯·萊托勒和六副軍官詹姆斯·穆迪就站在希琴斯身後監督他的操作，他完成轉向後已經向一副威廉·默多克回報轉向完成。
希琴斯的曾孫女莎莉·尼爾森（Sally Nilsson）在第四台新聞中也提出反駁，她解釋希琴斯是一位訓練有素的舵手，擁有駕駛大型船隻的多年經驗。在鐵達尼號事故前四天，他一直有在值班掌舵，並沒有出現如此明顯的錯誤。至於操舵命令，1912年的遠洋航運掌舵指令系統正處於轉變期，帆船時代的「舵柄令」（Tiller Orders）系統和蒸汽輪船時代的「舵令」（Rudder Orders）相反，新指令仍未完整取代舊指令的習慣，所以出現誤解。莎莉·尼爾森關於希琴斯生平的傳記於2011年出版。
2012年3月22日，希琴斯的角色也出現在舞台劇《冰山在正前方！》中，由利安·墨爾韋（Liam Mulvey）飾演。

## 外部連結
- （页面存档备份，存于） Bio at Encyclopedia Titanica